# Nesselwang
Nesselwang – uzdrowiskowa gmina targowa w południowych Niemczech, w kraju związkowym Bawaria, w rejencji Szwabia, w regionie Allgäu, w powiecie Ostallgäu. Leży w Allgäu, około 18 km na północny zachód od Marktoberdorfu, przy autostradzie A7, drodze B309 i linii kolejowej Kempten (Allgäu)-Reutte-Garmisch-Partenkirchen.

## Polityka
Wójtem gminy jest Franz Erhart z CSU, poprzednio funkcję tę sprawował Josef Köberle. Rada gminy składa się z 16 osób.
|      | CSU | SPD | FW | FWG | Razem |
| 2008 | 8   | 2   | 6  | -   | 16    |
| 2002 | 8   | 2   | -  | 6   | 16    |

## Osoby

### urodzone w Nesselwang
- Franz Keller - skoczek narciarski

### związane z gminą
- Michael Greis - biathlonista